# Bois de Hóddmímir

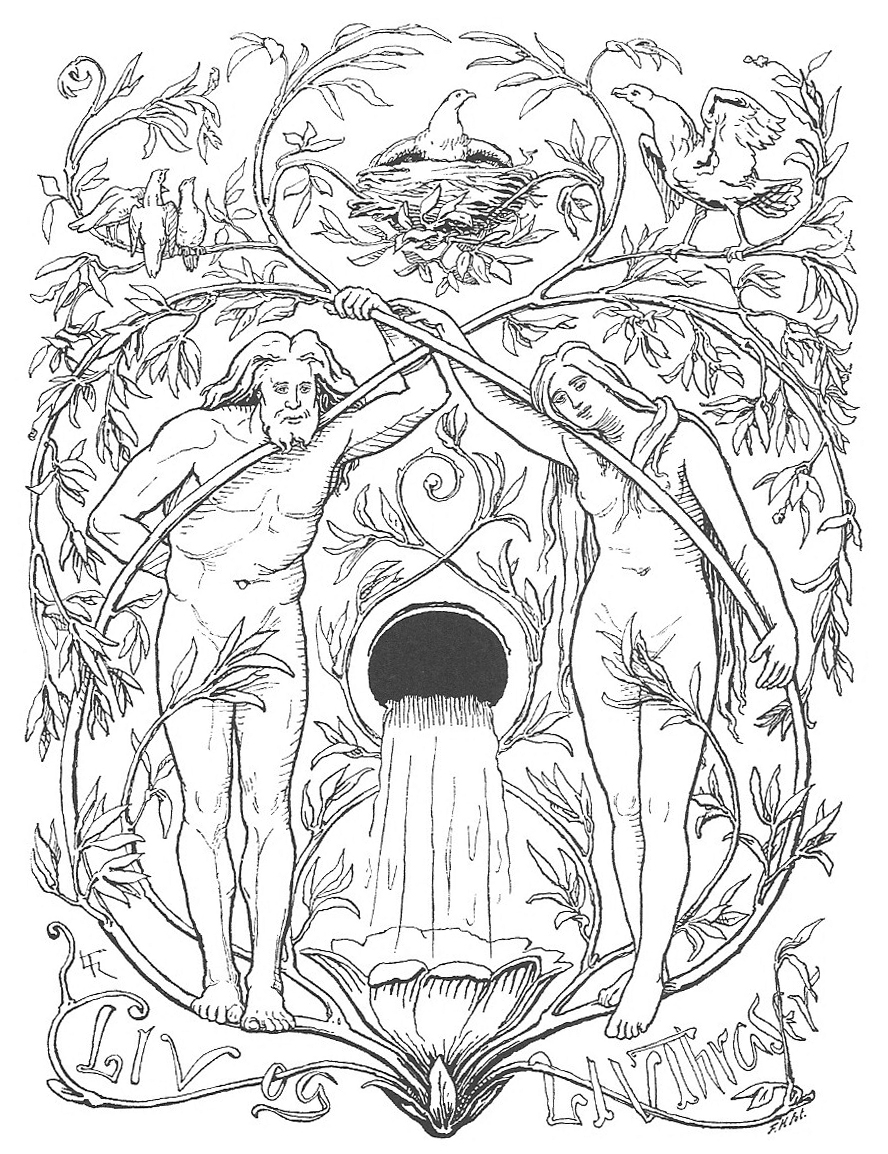
Líf et Lífþrasir (1895) de Lorenz Frølich.

Dans la mythologie nordique, le bois de Hóddmímir (bois de Mímir au Trésor) est le lieu où il est dit que le couple d'humains Líf et Lífþrasir s'abriteront pendant la fin du monde prophétique du Ragnarök, ce qui leur permettra d'être le seul couple à survivre cet évènement. 
Il est probable qu'il s'agisse de l'arbre-monde Yggdrasill, puisque la tête de Mímir se trouve à son pied. Líf et Lífþrasir se seraient donc abrités dans ou près des racines de l'arbre. Le terme veut dire « Mímir au trésor », et renvoie au fait que la tête de Mímir est source de science, donc de « trésor »[réf. nécessaire].
Ce lieu est attesté dans le poème eddique Vafþrúðnismál, ainsi que dans le chapitre 53 de la partie Gylfaginning de l'Edda de Snorri.